# CasaPound
Pour les articles homonymes, voir Pound.
CasaPound, officiellement CasaPound Italia, est un parti politique d’inspiration nationaliste-révolutionnaire et néofasciste italien,,.
Il naît comme centre social d'extrême droite fin 2003 à Rome, avec l’occupation d’un immeuble sis dans le rione de l'Esquilino. Prenant sa place dans le panorama des groupes et mouvements de l’extrême droite italienne, il s’est répandu au cours des années suivantes, non seulement dans la capitale, mais aussi sur tout le territoire national, par de nouvelles occupations d’immeubles, mobilisations et initiatives de divers types. En juin 2008, le mouvement a adopté la forme d’une ASBL d’utilité sociale (Associazione di promozione sociale, selon la loi italienne du 7 décembre 2000), en prenant le nom de CasaPound Italia (en abrégé CPI), lequel nom fait référence à l'écrivain américain et propagandiste du fascisme Ezra Pound.
Le 26 juin 2019, le président de CasaPound, Gianluca Iannone, a annoncé la fin de l'existence de CasaPound en tant que parti politique, revenant à son statut d'origine de mouvement social.

## Histoire

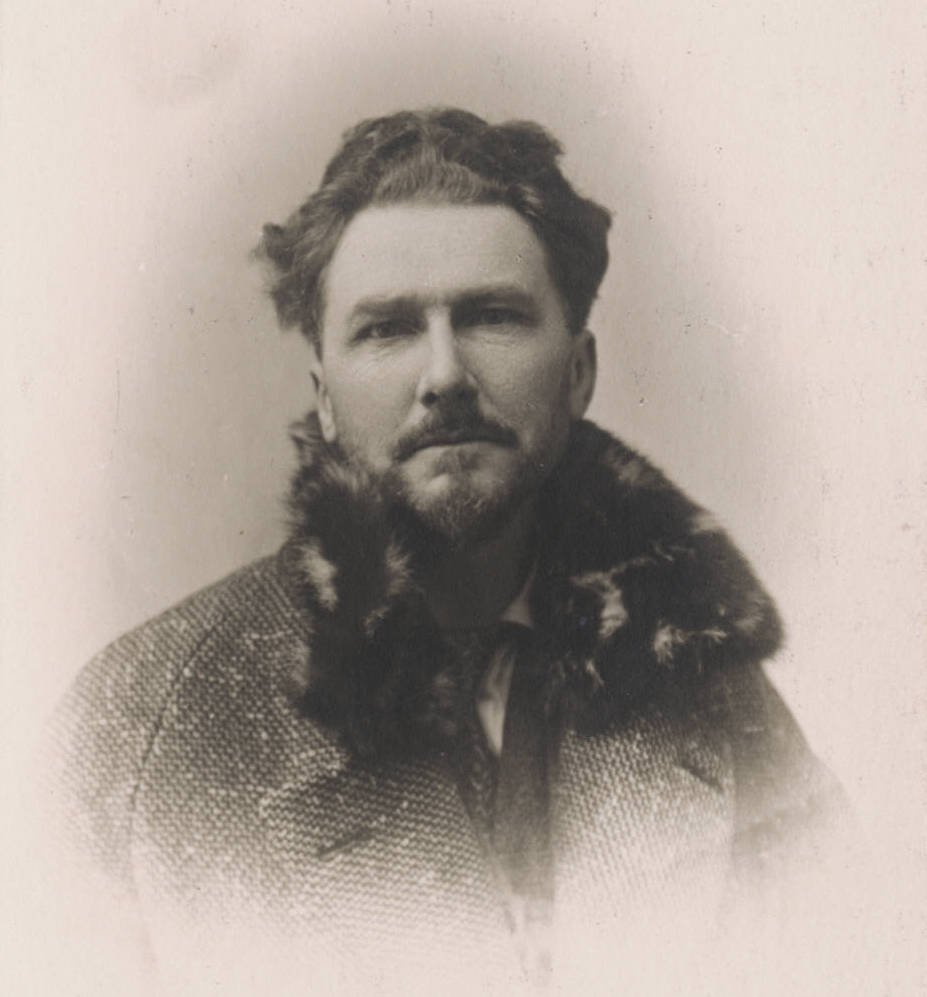
Ezra Pound, le poète américain auquel réfère l'appellation que s'est donnée le mouvement CasaPound.

Selon l'historien suisse Aram Mattioli, le phénomène CasaPound serait à mettre en relation avec le refleurissement de mouvements de la droite radicale que connut l'Italie après 1989, plus particulièrement à la suite du « dédouanement » de la droite italienne qu'a représenté le premier gouvernement Berlusconi de 1994-1995, lequel en effet admit en son sein le parti néofasciste Mouvement social italien.
Une des caractéristiques du mouvement CPI, selon le sociologue Emanuele Toscano, serait le désir de proposer « une interprétation différente du fascisme visant à surmonter la dichotomie gauche-droite », et de se différencier ainsi des orientations de l'extrême-droite classique. Il convient de relever cependant que le refus d'un positionnement traditionnel a été une position fort répandue dans les décennies antérieures parmi une partie importante des mouvements néofascistes en Italie, tels que le FUAN-Caravella de 1968 et le mouvement Terza Posizione, qui lui succéda et parmi les fondateurs duquel on retrouve Gabriele Adinolfi, devenu ensuite figure tutélaire de CasaPound. D'après l'historien allemand Volker Weiss « CasaPound a réussi à créer un environnement attrayant pour un certain nombre de jeunes, en associant culture pop et néofascisme ».
L'appellation que s'est donnée le mouvement fait référence au poète Ezra Pound, plus spécialement à ses Cantos, dans lesquels il s'en prend aux pratiques usuraires, adopta des positions critiques tant à l'égard du capitalisme que du marxisme, et proclame son adhésion à la République sociale italienne de Mussolini de 1943. Si de manière générale, les références politiques des adhérents relèvent de l'idéologie fasciste, le mouvement se revendique plus précisément du manifeste de Vérone, de la charte du Travail, et de la politique économique et de la législation sociale fascistes. L'emblème que le mouvement s'est choisi est une tortue stylisée, à carapace octogonale.
La première occupation d'immeuble à laquelle le mouvement se livra sous la dénomination de CasaPound fut celle à laquelle procéda le 26 décembre 2003 à Rome un groupe de jeunes invoquant le sigle ONC/OSA (Occupations non conformes et Occupations à visée de logement, 'Occupazioni a Scopo Abitativo', en italien) et issus de l'expérience précédente de CasaMontag aux portes de Rome. L'édifice, un ci-devant bâtiment administratif sis au no 8 de la via Napoleone III, devint aussitôt le siège national du mouvement et de l'association CasaPound Italia. En 2010 y vivaient 23 familles, pour un total de 82 personnes,.
À partir de 2004, CasaPound commença à avoir une visibilité médiatique, plusieurs de ses adhérents se voyant en effet accorder des interviews et des passages dans des émissions de télévision populaires, telles que Lucignolo (Italia 1 et 2), Le Invasioni Barbariche (LA7), Matrix (Canale 5) et dans une émission spéciale sur la droite radicale romaine diffusée sur les ondes de Current TV Italia.
Dans les deux années qui suivirent, CasaPound multiplia les occupations à Rome,,,, à quoi les autorités ripostèrent dans beaucoup de cas par des évacuations forcées,.
En 2006, CasaPound résolut de s'intégrer dans le parti Mouvement social – Flamme tricolore,. Cette période est marquée par des actions démonstratives, telles que la manifestation contre l'émission de télévision Grande Fratello en 2008 à Rome, en même temps que par d'autres occupations d'immeuble. En 2008, en protestation contre l'organisation manquée d'un congrès national, des militants de CasaPound occupèrent le siège central romain de la Fiamma Tricolore, mais en furent expulsés.
En juin 2008 fut constituée CasaPound Italia, ASBL d'utilité sociale (associazione di promozione sociale, aux termes de la loi italienne).
À la suite du tremblement de terre de L'Aquila du 6 avril 2009, CasaPound Italia se porta au secours de la zone sinistrée, en y organisant un camp fixe et en gérant plusieurs dépôts de vivres,, ce qui lui valut des appréciations favorables pour le travail accompli. L'année suivante, le mouvement poursuivit sa collaboration avec la Protection civile dans diverses situations d'urgence,,.
En mai 2011, la ville de Rome, lors d'un conseil municipal, s'attacha à trouver un accord avec le comité propriétaire de l'immeuble occupé de la via Napoleone III, ce qui se concrétisa, en suscitant cependant des polémiques, par l'acquisition dudit bâtiment moyennant versement d'une compensation à hauteur de 11,8 millions d'euros.
Aux élections municipales (dites élections administratives en Italie) de 2011, CasaPound présenta ses propres candidats sur les listes du PDL et sur des listes civiques dans certaines villes, dont Naples, Arezzo et Sienne. Sept personnes proches de CasaPound réussirent ainsi à se faire élire dans les conseils municipaux,.
CasaPound a par ailleurs lancé des initiatives y compris en dehors du territoire italien, dont quelques-unes à caractère humanitaire,. Les activités du mouvement ont reçu l'attention de quelques médias étrangers,.
Lors des élections générales italiennes de 2013, une liste CasaPound Italia obtient 47 692 voix (0,14 %) à la Chambre, avec comme chef de coalition Simone Di Stefano, tandis qu'elle obtient 40 538 voix (0,13 %) au Sénat.
En 2015, un homme issu de la vie culturelle locale de la ville de Crémone est molesté par des membres de la CasaPound.
Afin de participer aux élections européennes de 2019, une liste électorale conjointe a été constituée par CasaPound avec Droites unies. L'un des dirigeants de CasaPound, Simone Di Stefano, était tête de liste de la coalition, mais celle-ci n'a pas pu remporter de sièges au Parlement européen.

## Idéologie
CasaPound est idéologiquement néofasciste et se base sur le Manifeste de Vérone. L'une des caractéristiques de ce mouvement, selon le sociologue Emanuele Toscano, est de présenter une interprétation différente du fascisme visant à dépasser la dichotomie droite-gauche. Le mouvement professe un anticapitalisme et un anticommunisme, il se positionne également en faveur de la Palestine et de Bachar el-Assad. Malgré son anticommunisme, le mouvement revendique l'héritage de certaines personnalités de gauche radicale et d'extrême gauche, telles qu'Hugo Chávez ou Che Guevara. Le mouvement est aussi antisioniste, anti-américain. De nombreux représentants de CasaPound affichent leur soutien à la Palestine. Quelques représentants de CasaPound ont par ailleurs défendu le Hezbollah après que Salvini eut déclaré que celui-ci était « terroriste ». Le journal de CasaPound Il Primato Nazionale est extrêmement critique envers Israël et tient une ligne pro-palestinienne,. Pourtant, et paradoxalement, Di Stefano affirmera ultérieurement « n'avoir aucun problème avec Israël ». En 2018, ce dernier défendit la politique d'expulsion d'immigrants africains illégaux menée par le Premier ministre israélien Benyamin Netanyahou comme une initiative « indéniablement excellente », et critiqua l'action des organisations humanitaires et de l'ONU qui voulaient dissuader Israël d'agir ainsi.
Sur les questions sociales et de politique intérieure, CasaPound a une forte position anti-immigration,mais manque d'homogénéité sur d'autres thèmes. En janvier 2016, de nombreux membres du mouvement ont participé à la Journée de la famille, soutenant l'idée de la famille traditionnelle. En 2017, la création de CasaPound a exprimé son soutien aux unions civiles entre personnes de même sexe, à la directive anticipée et à l'amélioration de social-welfare.
Le mouvement est, contrairement à Forza Nuova, pro-Ukraine alors que Forza Nuova défend le projet d'État de Nouvelle-Russie (Novorossia) et les séparatistes pro-russes.
CasaPound dit avoir « le même programme et un destin commun » avec l'organisation ultranationaliste grecque Aube dorée,,. Elle est également l'inspiration et l'alliée du Bastion social français,,.
Dans un rapport du 13 juillet 2023, l'organisation anti-extrémiste Global Project Against Hate and Extremism a désigné CasaPound Italia comme un parti néonazi, anti-immigré, anti-LGBTQ+ et anti-Rom.

## Activités

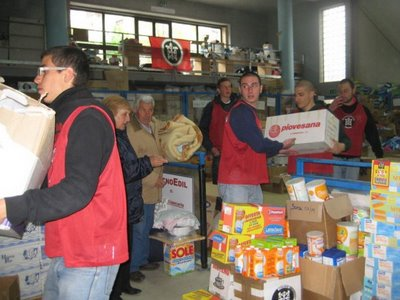
Militants de CasaPound et de l’association de protection civile La Salmandra engagés dans les opérations de secours après le tremblement de terre dans les Abruzzes en 2009.

Dès ses débuts, c'est-à-dire dès l'époque du premier centre social établi à Rome, CasaPound lançait quantité d'initiatives et organisait dans toute l'Italie des rencontres avec diverses personnalités du monde culturel et intellectuel, parmi lesquelles Luca Telese, Nicolai Lilin, Antonio Pennacchi, tous membres de la droite radicale italienne, mais également Gabriele Adinolfi et Giovanni Damiano, la députée du Parti démocrate Paola Concia, le sous-secrétaire aux affaires étrangères Stefania Craxi, et même l'ancien membre des brigades rouges Valerio Morucci.
De façon générale, CPI cultive une forte présence sur le front culturel, en ayant dans son orbite une dizaine de groupes musicaux, tels que le groupe de rock identitaire Zetazeroalfa, véritable groupe musical de référence de CPI, dont le chef de file, Gianluca Iannone, est aussi l'un des fondateurs du mouvement ; une troupe de théâtre, le Teatro non conforme F. T. Marinetti ; une galerie d'art ; et un club de cinéma, Akira, qui entreprend aussi d'organiser des festivals, notamment un festival du court métrage. CPI se veut également à l'origine d'un courant artistique, le turbodynamisme.
En outre, CPI met sur pied des activités sportives (randonnées, parachutisme, entre autres disciplines),, et récréatives, entretient une station de radio (Radiobandieranera, litt. Radio Drapeau noir) et de télévision (Tortugawebtv) sur internet, et publie une revue mensuelle (Occidentale) et une autre trimestrielle (Fare Quadrato).
Sur le plan idéologique, le mouvement possède son laboratoire d'idées, l’Idéodrome, et a élaboré son manifeste de l’extrême-centre-haut.
Le mouvement a participé en 2019 à des manifestations anti-Roms, protestant contre le projet, finalement abandonné, de la municipalité de Rome de reloger des familles en dehors des bidonvilles.

## Principales propositions

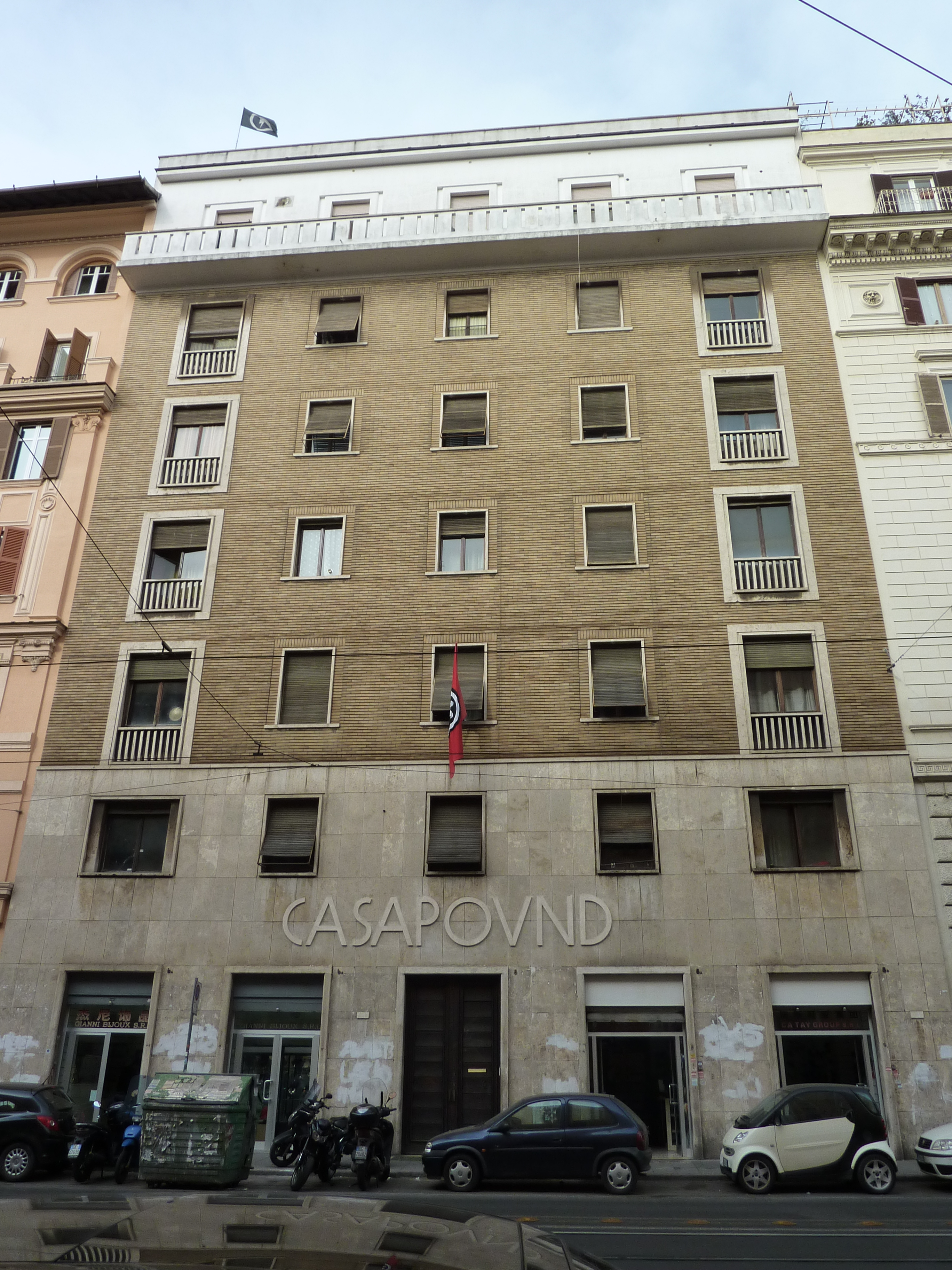
Le siège de CasaPound à Rome.

### Prêt social
L'une des propositions politiques phare de CasaPound est le « prêt social » (Mutuo sociale), en fait une forme de crédit immobilier sans but lucratif. L'idée est inspirée de la politique économique fasciste (en particulier du point 15 du manifeste de Vérone de 1943 relatif au logement,), et s'est concrétisée en un projet de loi élaboré à l'intérieur du circuit des OSA (Occupazioni a Scopo Abitativo), sous la direction de CasaPound, comme réponse au problème de la pénurie de logements, qui, selon les données officielles, concernerait quelque 23 000 familles dans toute l'Italie.
La proposition prévoit tout d'abord la création d'organismes publics régionaux (IRMS), chargés de faire construire, sur fonds publics exclusivement, des logements « à dimension humaine » (selon le modèle de la « bioarchitecture traditionnelle »), environnés de verdure, et dotés de techniques innovantes en matière de sources d'énergie renouvelables, en utilisant des terrains relevant du domaine public et en mettant à contribution, par voie de concours, non des architectes vedettes onéreux, mais des architectes jeunes et des instituts universitaires d'architecture et d'urbanisme. Il s'agirait ainsi de construire au plus bas coût possible, en ne faisant intervenir dans le prix que le coût des matériaux et celui de la main-d'œuvre. Ensuite, les IRMS, agissant en dehors de toute logique de profit, et sans en passer par les banques, vendraient ces logements au prix de revient (environ 80 000 euros pour 100 m2) à des familles non encore propriétaires d'un logement. Le dispositif de crédit social envisagé prévoit des taux de remboursement du prêt qui excluent la prise d'intérêts, en mensualités qui n'excèdent pas 1/5 des revenus du ménage et qui, en cas de perte d'emploi de l'emprunteur, viendraient à s'interrompre automatiquement, sans remise en cause du titre de propriété. En tout état de cause, le ménage bénéficiaire, qui doit avoir la nationalité italienne et résider dans la région concernée depuis au moins 5 ans, ne doit s'attendre à toucher de la part des IRMS aucune somme d'argent, mais seulement d'entrer en possession d'un logement neuf. Cependant, la propriété d'une maison ou d'un appartement acquis par le moyen du Mutuo sociale reste soumise à certaines contraintes : le logement ne peut être revendu, loué, ou donné en garantie d'un emprunt ou d'une hypothèque, et ne doit être utilisé qu'à des fins d'habitation pour la famille qui en est propriétaire ; le logement, qui par ailleurs n'est pas susceptible de saisie ou de confiscation, est par conséquent économiquement inerte.
Une fois formulée, cette proposition fut confiée aux soins de la Coordination nationale pour le Prêt social (intégré au mouvement OSA/ONC), pour ensuite se muer, à partir de 2008, après la constitution de l'association de promotion sociale CasaPound Italia, en un des combats de pointe du mouvement.
À partir de 2009, les conseils municipaux de Rome,Viterbe, et Baschi adoptent des ordres du jour engageant lesdites communes à se faire les promoteurs d'une proposition de loi spécifique relative au prêt social auprès de leurs régions d'appartenance respectives.
En octobre 2011, la région Latium approuve officiellement la proposition de loi du Mutuo Sociale dans le cadre de son plan logement (Piano Casa),.

### Tempo di Essere Madri
Pour faire face à la problématique des mères travailleuses, ou plus généralement à l'ensemble des problèmes de travail en rapport avec la maternité, et au-delà, pour combattre toutes les situations d'injustice sociale liées au monde du travail, en particulier le précariat, un comité institué au sein de CPI s'est appliqué à mettre au point cette autre proposition phare du mouvement, nommée Tempo di essere madri (litt. Temps d'être mères). Le but de celle-ci est de « garantir à toutes les femmes désireuses de vivre la maternité non comme un fardeau, mais comme un libre choix, la possibilité de ne pas devoir pour autant renoncer à une existence digne et sereine, de travailler dans les meilleures conditions et selon leurs propres capacités, et de vivre et élever leurs propres enfants. » Un ensemble de mesures adaptatives sont proposées, dont la principale est la réduction de la durée journalière de travail de 8 à 6 heures pour les femmes ayant un enfant âgé de moins de 6 ans, avec maintien du salaire, garanti à hauteur de 85 % par l'employeur et de 15 % par l'État ; à partir de la sixième année de l'enfant, la mère pourrait choisir de continuer à travailler 6 heures par jour, mais dans ce cas devrait renoncer à la part de 15 % versée auparavant par l'État, et il serait par ailleurs loisible à la femme de décider à tout moment de revenir à un régime à plein temps. La mesure pourrait s'appliquer également au père, mais non aux deux parents à la fois. Ces dispositions ne seraient pas applicables aux sociétés, quelle qu'en soit la forme juridique, employant un nombre de personnes inférieur à 15 ; dans le cas de telles sociétés, les dispositions décrites ne pourraient s'appliquer que moyennant accord entre salariée bénéficiaire et employeur, auquel cas ce dernier se verrait accorder un dégrèvement fiscal de 50 % sur le contrat de travail.
En 2010, des ordres du jour furent approuvés par quelques entités institutionnelles, par lesquels celles-ci s'engageaient à soutenir la proposition de loi en question.

## Retentissement et ramifications hors d'Italie
Entre-temps, la méthode Casapound, consistant en un assemblage hardi d'idées d'extrême-droite et de préoccupations sociales, a aussi fait des adeptes à l’étranger. Les mouvements nationalistes et d'extrême-droite sont de plus en plus nombreux hors d'Italie à se réclamer des néofascistes italiens, notamment, en France, le groupuscule d’extrême droite Mouvement d'action sociale (MAS), ou Opstaan, active dans l 'agglomération lilloise, dont le chef de file, Édouard Maillet, présente Casapound comme « le cœur de l’altermondialisme de droite, la référence que tout le monde essaie plus ou moins de copier ». Alain Soral, fondateur et animateur de l'association Égalité et Réconciliation, fait régulièrement référence à CasaPound.
Du reste, Casapound a aménagé dans ses locaux des dortoirs pour héberger des militants venus de l'étranger.
Les communiqués de CasaPound sont relayés dans des versions italiennes, anglaises et françaises par le site internet Zentropa, qui fait figure de site de référence dans les milieux fascisants en Europe. En France par exemple, ses communiqués sont abondamment relayés par Novopress. Casapound possède une branche à Paris, l'association Solidarité Identités.
Au Québec, un groupe nommé Atalante, associé avec la Fédération des Québécois de souche, se réclame de l'idéologie fasciste et arbore un drapeau noir et blanc frappé d'un seul éclair et d'une figure octogonale, qui rappelle celui de CasaPound. Des haut placés de l'extrême-droite québécoise ont d'ailleurs rencontré et sympathisé avec des militants fascistes italiens, dont certains sont liés à CasaPound,.
En 2011, le Mouvement de résistance finlandais a également invité des membres de CasaPound à un séminaire à Helsinki. Cela montre une capacité des nationalistes européens à s'organiser au-delà des différences idéologiques, étant donné que le Mouvement de résistance finlandais représente le national-socialisme. Le service de renseignement finlandais a enquêté sur l'existence de possibles liens entre le Mouvement de résistance finlandais et CasaPound après la fusillade de Gianluca Casseri.

## Blocco Studentesco

Logo du Blocco Studentesco

En 2006, le mouvement surgi autour du premier centre social de CPI se dota d'une organisation estudiantine, qui reçut le nom de Blocco Studentesco, soit Bloc estudiantin, en abrégé BS. Celui-ci, d'inspiration également néo-fasciste,,, et présent dans au moins 40 villes italiennes, opère à l'intérieur d'établissements scolaires et des universités. Le symbole choisi est un éclair inscrit dans un cercle. Cette même année 2006, le Bloc fusionna avec CasaPound pour constituer Movimento sociale-Fiamma tricolore.

### Présence dans les écoles
L'année même de sa fondation, en novembre, BS prit part aux élections scolaires à Rome, suscitant des polémiques en raison de sa caractérisation néo-fasciste. En décembre, il occupa pendant six jours le lycée scientifique Farnesina de Rome.
Aux élections estudiantines de 2008, la liste de BS put constater, par rapport à l'année précédente, une augmentation des opinions favorables, en particulier à Rome, où la liste eut un élu à la Consultation provinciale des étudiants (Consulta provinciale degli studenti), qui avait été appuyé notamment par l'association d'extrême-droite Azione Studentesca. Cependant, l'Unione degli Studenti, association de gauche, demanda l'annulation des élections, jugeant « illégitimes les listes néo-fascistes », et organisa peu après une contre-consultation.
En 2008, les étudiants du Blocco Studentesco s'engagèrent dès le début dans le mouvement de protestation contre le décret Gelmini sur les universités, mais furent accusés le 27 octobre par l'Unione degli Studenti de vouloir monopoliser la contestation, notamment en s'arrogeant de force les premiers rangs des cortèges pour ensuite entonner en chœur le chant fasciste Duce, Duce, Duce.
En 2009, Blocco Studentesco obtint aux élections estudiantines d'assez bons résultats dans toute l'Italie, avec une nouvelle fois des pics à Rome, où il recueillit, pour la Consultation provinciale, plus de 11 000 voix, c'est-à-dire 28 % du total, et fut en mesure ainsi d'envoyer au sein des Consultations provinciales une centaine de représentants.

### Échauffourées sur la place Navone à Rome (2008)
Le 29 octobre 2008, lors du sit-in sur la piazza Navona, à Rome, après une première phase de confrontation verbale, les militants du Blocco Studentesco, armés de ceintures, attaquèrent un groupe d'élèves du secondaire,,. Les étudiants de gauche firent front, et en vinrent promptement à l'affrontement physique avec, de part et d'autre, le recours à des armes improvisées ou non. La police dispersa les manifestants et procéda à de nombreuses arrestations dans les deux camps.

### Présence dans les universités
En 2008, le Blocco Studentesco étend ses activités vers le milieu universitaire, en proposant un programme semblable à celui des écoles supérieures : défense du caractère public de l'université, amélioration des services, réduction des démarches administratives, augmentation du nombre et des pouvoirs des représentants des étudiants. Dans les années qui suivirent, pour la première fois, le Bloc se présenta aussi aux élections, que ce soit pour les organes d'athénée ou pour ceux nationaux, parvenant à faire élire un sénateur académique à l'université de Tor Vergata ainsi que divers conseillers de faculté à travers toute la péninsule, ne réussissant pas toutefois à envoyer un de ses propres représentants au sein du Conseil national des Étudiants universitaires.
En novembre 2010, le Blocco Studentesco contesta quelques-unes des dispositions de la réforme universitaire présentée par le ministre italien de l'Éducation Mariastella Gelmini, en manifestant parfois aux côtés des organisations estudiantines de gauche. À Rome, plus particulièrement, les étudiants liés au BS occupèrent de nombreux établissements d'enseignement supérieur, en prenant la tête de cortèges sous le slogan Étudiants unis contre les coupes et les privatisations.

## Controverses et critiques
Se réclamant explicitement de l'idéologie et de l'histoire du fascisme, CasaPound a fait l'objet de nombreuses critiques et contestations. En particulier, des interrogations visant CasaPound ont été formulées par des parlementaires du Parti démocrate (PD) à propos de sa propagande expressément fasciste, de même qu'à propos des activités et des violences de la branche estudiantine du mouvement. Quelques personnalités du monde de la culture, comme l'écrivain Erri De Luca, ont signé une pétition contre la présence de CasaPound et de Blocco Studentesco dans les établissements d'enseignement. À chaque ouverture d'un nouveau siège du mouvement dans l'une ou l'autre ville d'Italie, il y eut des protestations nombreuses de la part d'associations (plus particulièrement l'association d'anciens résistants ANPI, Associazione Nazionale Partigiani d'Italia), de partis politiques, de groupes et de comités antifascistes,.
Ont également suscité la polémique les célébrations et l'usage du nom de certaines personnalités décédées du monde de la culture et de la politique contemporaines, qui de leur vivant n'avaient jamais eu ni aucun contact, ni aucune espèce d'affinité avec les points de vue politiques de l'extrême droite, ou même seulement de la droite, comme Che Guevara,,, le journaliste et présentateur de radio Peppino Impastato,, le chanteur Rino Gaetano,,, l'écrivain Antoine de Saint-Exupéry et le militant irlandais Bobby Sands.
Toutes ces réappropriations n'ont certes pu se faire sans que d'aucuns en prissent ombrage ; par exemple, l'adoption de la figure d'Ezra Pound comme emblème du mouvement a provoqué l'opposition de la fille du poète américain, Mary de Rachewiltz, qui en a contesté l'opportunité et déploré une distorsion du sens de l'œuvre d'Ezra Pound, parlant ouvertement d'une « appropriation indue » de l’image de son père,. De même, lorsque CasaPound se proposait en 2001 de rendre hommage à Bobby Sands à l’occasion du vingtième anniversaire de sa mort, l'association chargée de veiller à l'héritage moral de l’indépendantiste irlandais a, dans un communiqué de presse, requis les responsables de CasaPound de cesser d'exploiter à leurs propres fins partisanes le combat des « patriotes irlandais ».
Une autre critique porte sur le confusionnisme idéologique du mouvement, familièrement désigné par l'expression rouge-brun. L'éclectisme dont CasaPound se prévaut volontiers, en n'hésitant pas à organiser des conférences sur l’héritage de Che Guevara ou en invitant Valerio Morucci, ancien terroriste des Brigades rouges dont on aurait cru qu'il était l'ennemi juré des fascistes italiens, serait de façade ; il s'agit avant tout de séduire, en particulier les jeunes entre 14 et 20 ans, cible principale de CasaPound, par des appels au non-conformisme, et d'utiliser un discours social pour rabattre des jeunes à sensibilité de gauche vers l'extrême droite. « CasaPound reprend le langage et les symboles de la culture d’extrême gauche pour dérouter les gens », constate un libraire anarchiste italien ; « fascinés par tout ce qui est en marge de l’univers des bien-pensants, ils adhèrent à un fascisme dépolitisé, sans idéologie », explique le politologue Alessandro Campi. Selon L'Express, l'organisation est « soupçonnée » d'entretenir des rapports avec le crime organisé local.

## Affrontements et épisodes de violence

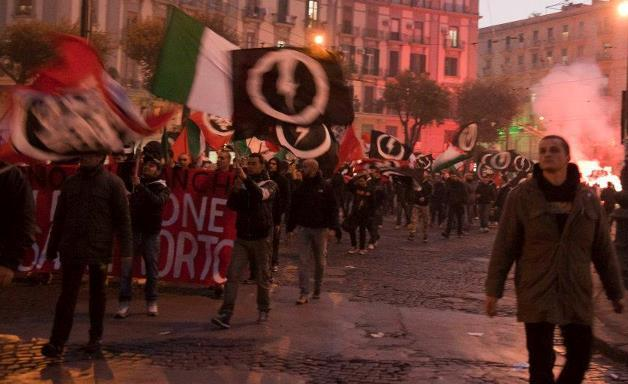
Rassemblement de CasaPound à Naples en 2011.

Ces dernières années, CasaPound s'est trouvé plusieurs fois au centre d'incidents violents, soit comme partie instigatrice, soit comme partie lésée.
Nombreuses sont les agressions que des groupes, des partis et des associations de gauche disent avoir subies de la part de militants de CasaPound,,,,,.
En 2009, le fondateur et président de l'association, Gianluca Iannone, a été condamné en première instance à quatre ans de détention pour agression sur un carabinier en civil lors d'une rixe survenue le 25 avril 2004,. Le 3 novembre 2011, Alberto Palladino, dirigeant de CasaPound Italia du IVe arrondissement de Rome, a été mis en détention à la suite de l'agression commise contre des membres des Giovani Democratici; le 10 décembre 2011, la cour d'appel de Rome confirme l'ordonnance d'incarcération.
À l'inverse, l'association a dénoncé les nombreuses agressions commises contre les militants de CasaPound et de Blocco Studentesco, ainsi que de fréquentes occupations dirigées contre ses propres sièges par des militants de divers groupes d'extrême gauche. Ces épisodes de violence ont fait l'objet d'une question parlementaire, introduite par le sénateur Domenico Gramazio, d'une question à réponse écrite de la part du député Francesco Aracri et d'une interpellation parlementaire du député Enzo Raisi. CasaPound Italia a en outre déposé environ 300 plaintes en calomnie et diffamation contre des organes de presse.
Lors des manifestations d'octobre 2008 contre la réforme universitaire Gelmini, les jeunes de Blocco Studentesco prirent part aux manifestations et furent impliqués dans les affrontements survenus entre étudiants sur la Piazza Navona, alors que se tenait l'assemblée du sénat le 29 octobre.
À ce même épisode se rattache l'irruption de militants de CasaPound Italia dans les studios de la Rai sis via Teulada à Rome dans la nuit du 4 novembre 2008, afin de protester contre la vidéo diffusée la veille par Federica Sciarelli lors de son émission Chi l'ha visto?, vidéo montrant des jeunes de Blocco Studentesco en train d'agresser des étudiants lors des manifestations du 29 octobre. Cette irruption dans les studios de la Rai suscita l'attention des médias, la réprobation du monde politique et donna lieu, à la suite d'un dépôt de plainte par la Rai, à une instruction policière.
En contrepartie, les sièges et les militants de CasaPound ont été la cible de plusieurs actions terroristes, notamment l'incendie du siège de Bologne, l'endommagement du siège de Pistoie avec molestation de ses occupants,, et l'assaut donné au siège de Coni,.
À Naples, à l'occasion de l'occupation d'un ancien couvent par des militants de CasaPound, des épisodes violents se sont prolongés pendant plusieurs jours entre groupements opposés,,. En 2010, à Naples encore, lors d'une manifestation du 1er mai, un jeune militant de CasaPound fut grièvement blessé d'un coup de couteau au thorax. À l'issue de l'enquête, deux personnes appartenant à l'extrême-gauche furent arrêtées et inculpées pour tentative d'homicide,.
Le 14 avril 2011, Andrea Antonini, conseiller du XXe arrondissement de Rome et vice-président de CasaPound fut atteint aux jambes par plusieurs coups de feu,,. Quelques jours plus tard fut interceptée une lettre comminatoire adressée par le Front anti-impérialiste combattant au maire de Rome Gianni Alemanno, et dans laquelle il était fait référence à l'attentat contre Antonini.
En juillet 2012, à Viterbe, des membres de Casapound, parmi lesquels le dirigeant Gianluca Iannone lui-même, firent irruption dans le festival culturel Caffeina et prirent violemment à partie le journaliste Filippo Rossi, directeur du journal en ligne Il Futurista, et par ailleurs directeur artistique dudit festival. Les responsables de cette expédition punitive, qui était manifestement partie de Rome, et devait servir de représailles à la suite des prises de position de Rossi contre CasaPound, accusaient ensuite le journaliste de diffamation pour le récit qu'il fit de cet incident.